# الجهير
الجهير قرية من قرى الشوبك في محافظة معان بالأردن تقع في الجانب الغربي الشمالي من الشوبك وتتميز بإطلالة رائعة على وادي عربة.